# Feliks Kwieciński
Feliks Kwieciński (ur. 16 maja 1850 w Świętomarzu, zm. 13 stycznia 1932 w Grójcu) – polski botanik i mykolog.

## Życiorys
W 1978 r. ukończył studia przyrodnicze na Uniwersytecie Warszawskim (wykładano wówczas w języku rosyjskim). Po otrzymaniu dyplomu studiów Kwieciński przez kilka lat pracował jako nauczyciel nauk przyrodniczych w żeńskich pensjach w Warszawie, później został pracownikiem Zarządu Akcyzy w ówczesnym powiecie włodawskim. Tutaj w wolnym czasie zajmował się badaniem flory okolicznych terenów. W czasie I wojny światowej został ewakuowany do miasta Sudża w obwodzie kurskim, skąd udało mu się do Polski powrócić dopiero w 1921 r. Otrzymał niewielką emeryturę i zamieszkał w Grójcu.
Kwieciński w dużym stopniu przyczynił się do poznania flory Kongresówki. Zajmował się nie tylko roślinami kwiatowymi, ale także paprotnikami, mszakami, porostami, grzybami i śluzowcami. Nadał polskie nazwy wielu gatunkom grzybów.

## Publikacje
- „Spis mchów zebranych w r. 1888 w okolicach miasta Białej”;
- „Spis roślin skrytokwiatowych naczyniowych i jawnokwiatowych zebranych w r. 1887 na gruntach majątku Woroniec”;
- „Spis mchów i paprotników znajdowanych w r. 1891 na gruntach majątku Hańsk”;
- „Roślinność gminy Hańsk powiatu Włodawskiego” (obejmuje 3 gat. śluzowców, 165 grzybów, 34 porosty, 162 mszaki, 15 paprotników i 850 roślin kwiatowych)[1].